# Ombitasvir/paritaprevir/ritonavir
Ombitasvir / paritaprevir / ritonavir, được bán dưới tên thương hiệu Technivie và Viekira Pak trong số những loại khác, là một loại thuốc dùng để điều trị viêm gan C.  Đây là sự kết hợp liều cố định của ombitasvir, paritaprevir và ritonavir. Cụ thể, nó được sử dụng cùng với dasabuvir hoặc ribavirin cho các trường hợp gây ra bởi kiểu gen virus viêm gan C 1 hoặc 4. Tỷ lệ chữa khỏi khoảng 95%. Nó được uống bằng miệng.
Nó thường được dung nạp tốt. Các tác dụng phụ thường gặp bao gồm buồn nôn, ngứa, phát ban và khó ngủ. Các tác dụng phụ khác bao gồm phản ứng dị ứng và kích hoạt lại viêm gan B trong số những người bị nhiễm trước đây. Sử dụng không được khuyến cáo ở những người có vấn đề về gan đáng kể. Mặc dù không có bằng chứng về tác hại khi sử dụng trong thai kỳ, việc sử dụng này chưa được nghiên cứu kỹ. Mỗi loại thuốc hoạt động theo một cơ chế khác nhau. Các ritonavir có mặt để làm giảm sự phân hủy của paritaprevir.
Ombitasvir/paritaprevir/ritonavir với dasabuvir đã được chấp thuận cho sử dụng y tế tại Hoa Kỳ vào năm 2014 và không có dasabuvir vào năm 2015. Nó nằm trong Danh sách các loại thuốc thiết yếu của Tổ chức Y tế Thế giới, loại thuốc hiệu quả và an toàn nhất cần có trong hệ thống y tế. Chi phí tại Vương quốc Anh là 32.199,99 bảng Anh trong 12 tuần điều trị. Chi phí bán buôn trong 12 tuần tại Hoa Kỳ là 76.653,00 USD trong khi kết hợp với dasabuvir có giá 83.319,00.

## Sử dụng trong y tế
Ombitasvir/paritaprevir/ritonavir được sử dụng cùng với dasabuvir hoặc ribavirin cho các trường hợp gây ra bởi kiểu gen virus viêm gan C 1 hoặc 4. Tỷ lệ chữa khỏi khoảng 95%.

## Chống chỉ định
- Người bị suy gan từ trung bình đến nặng
- Sử dụng đồng thời các chất gây cảm ứng CYP3A từ trung bình đến mạnh và các chất gây cảm ứng mạnh của CYP2C8 làm giảm hiệu quả [9]

## Tác dụng phụ
Báo cáo giám sát sau thị trường cho thấy mất bù gan và suy gan liên quan đến việc sử dụng Viekira Pak. Có khả năng là hầu hết các bệnh nhân trải qua điều này đã bị xơ gan tiến triển trước khi bắt đầu điều trị. Mất bù gan được mô tả bằng cách tăng bilirubin mà không tăng ALT bên cạnh các triệu chứng lâm sàng như cổ trướng và bệnh não gan. Bệnh nhân cần được theo dõi các dấu hiệu mất bù gan và nồng độ bilirubin nên được kiểm tra trong bốn tuần đầu điều trị và so với đường cơ sở.

## Xã hội và văn hoá
Nó được sản xuất bởi Abbvie. Ở Hoa Kỳ ombitasvir/ paritaprevir/ritonavir cùng với dasabuvir được bán dưới tên Viekira Pak. Technivie chỉ bao gồm viên nén ombitasvir/paritaprevir/ritonavir.